# Froschmeuseler

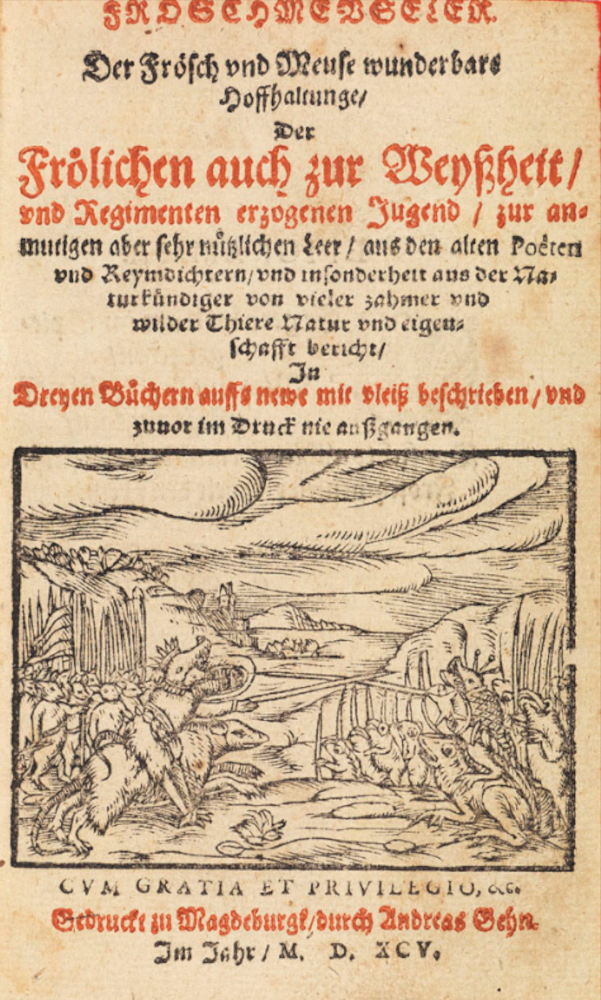
Titelblatt Froschmeuseler - Fabelepos von Georg Rollenhagen (1542–1609)

Froschmeuseler ist ein Fabelepos von Georg Rollenhagen (1542–1609), es entstand 1595. Als literarische Vorlage gilt die pseudohomerische Fabel – also eine fälschlicherweise dem Homer zugeordnete Schrift –, die Batrachomyomachia, zu deutsch der Froschmäusekrieg. Rollenhagen hat die etwa 400 Verse umfassende pseudohomerische Schrift auf etwa 5500 Verse ausgedehnt und der ursprünglichen Handlung zahlreiche Nebenhandlungen, zusätzliche Fabeln, Spruchweisheiten, Fürstenspiegel und moralische und christliche Abhandlungen hinzugefügt.
Es ward des Tags der Krieg vollbrach.

Die Sonn ging unter und es ward Nacht.

So fahl, so schal, so kalt gehts aus,

Wenn sich der Frosch rauft mit der Maus.

Aller Welt Rath, Macht, Trotz und Streit

Ist lauter Tand und Eitelkeit,

Macht doch Mord, Armuth, Herzeleid.

Gott helf und tröst in Ewigkeit!

## Inhalt

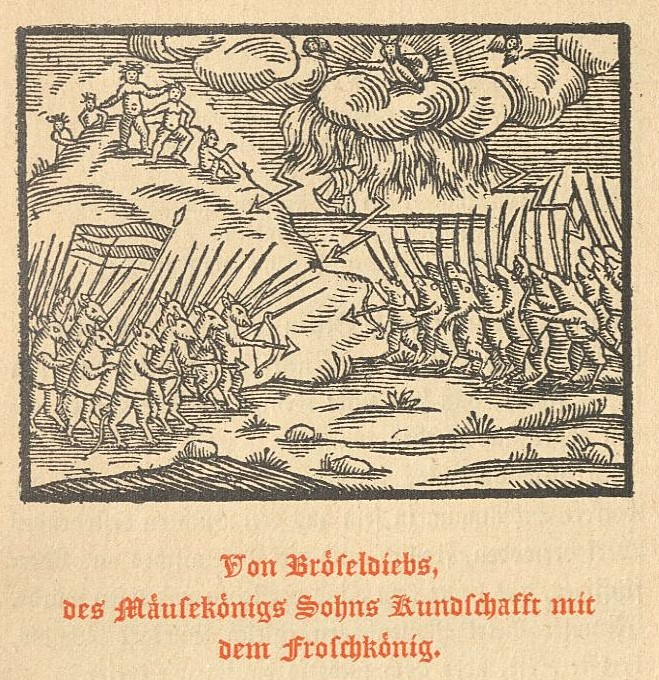
Aus einer Ausgabe von 1730

Die Grundhandlung des Froschmeuselers ist ein unbeabsichtigter Unglücksfall, an dem der Froschprinz Schuld trägt. Er bietet dem Mäuseprinz an, ihm sein Reich im Teich zu zeigen und nimmt den Nichtschwimmer auf seinen Rücken. Als sich eine Wasserschlange ihnen nähert, taucht der Frosch ab und die Maus muss ertrinken. Die entsetzten Begleiter der Maus rennen zum Mäusekönig, der daraufhin einen furchtbaren Krieg gegen die Frösche beginnt. Erst das Eingreifen Gottes (bei der antiken Vorlage: des Zeus) kann dem Gemetzel Einhalt gebieten. Rollenhagen lässt die Mäuse und Frösche bei ihren Beratungen zahlreiche Fabeln und Gleichnisse erzählen, die das Problem von Krieg und Frieden von allen Seiten beleuchten.

## Intention
Rollenhagen lässt zahlreiche Probleme und Fragestellungen seiner Zeit in sein Werk einfließen, zum Beispiel die Klage des Friedens (querela pacis) des Erasmus von Rotterdam oder die Haltung Luthers zum Bauernkrieg. Er widmet das Werk Heinrich Rantzau, der zeitweise die Idee eines europäischen Generalfriedens verfolgt hatte, und lässt einen ausgeprägten Pazifismus erkennen, eine Haltung, die wohl auch aufgrund der Belagerung und Zerstörung seiner Heimatstadt Magdeburg in ihm gereift ist. „Bessr ist Fried mit beschwerligkeit / Denn Krieg mit eitl Gerechtigkeit.“, sagt er an einer Stelle.
Rollenhagen knüpft seine Friedenslehre an die vorherrschende Ständelehre und die protestantische Tugendlehre an, lässt aber den Frieden immer die bessere Wahl sein: „Weil besser wer ein Freund erhalten / Denn tausent Feind auff stücken spalten.“ Schließlich mündet das Werk in seiner Kernaussage: Nur ein Mensch, der im Frieden lebt, kann auch seinen Frieden mit Gott machen. Entsprechend ist sein Werk inhaltlich aufgebaut: Der Krieg zwischen Menschen, zwischen Staaten, zwischen Mensch und Gott. Der Friede selbst taucht in seinem Werk aber nicht auf: Der Leser muss ihn sich selbst vorstellen, was angesichts der plastischen Kriegsszenen nicht allzu schwierig gewesen sein dürfte.

## Wirkung und Rezeption
Der Froschmeuseler avanciert wegen seines moralischen Gehalts schnell zu dem „Kinderbuch“ des protestantischen Bürgertums. Zahlreiche Auflagen erscheinen bis ins 19. Jahrhundert hinein, die den Text aber allesamt verstümmeln und verkürzen. Erst mit einer kritischen Auflage 1989 von Dietmar Peil liegt der Text wieder in der ursprünglichen Form vor. Die moderne Literaturwissenschaft untersucht im Wesentlichen nur Episoden und Teilaspekte des Werkes.

## Werk (Versionen)
- Georg Rollenhagen, Karl Lappe: Froschmäuseler. Kraus-Thomas Organization, Stralsund 1816, S. 1 bis 205 (google.de).
- Georg Rollenhagen: Froschmäuseler Band 2 Hrsg. Karl Goedeke. F. A. Brockhaus, Stralsund 1876, S. 3 bis 288 (google.de).